# GRE
研究生入学考试（英語：Graduate Record Examinations，GRE），是由私立的美国教育考试服务中心（ETS）主办的标准化考试，用来測驗大学毕业生的知识技能掌握情况。在很多英语国家特别是美国，GRE成绩被作为研究生录取的标准之一。如今在欧洲、亚太地区的德国、香港、新加坡等地，也有越来越多的大学把GRE作为英语授课课程录取标准之一。1949年，ETS创办、并执行考试任务，旨在检测学生在长时间学习过程中积累的词汇、数量分析、分析性写作、批判性思维，但并不特定某一专业领域。GRE考试由合格的测试中心主持提供机考。
成绩在研究生院录取当中的重要程度视院校与情况的不同而不同。有时，成绩只作为参考使用，有时则是选拔的关键指标。在2011年8月进行了改版，导致考试不仅仅是依据考题作为回答基础，而且具有选择性，即在回答词汇和計量第一部分的情况会决定第二部分的难度。从总体上来看，考试维持了老版的许多形式，但是成绩尺度由200-800改为了130-170。考试费用依据开考国家的不同由US$130到$210不等，会在某些特定的情况下进行费用的减免，并向贫困生提供助学金。虽然一些院校接受超过5年以上的成绩，但是ETS在满5年就不再发放成绩单了。
GRE考试分为普通（General）和专项（Subject）两部分。在美国，报考研究生经常需要递交普通GRE考试成绩。很多专业因为没有合适的GRE专科考试而不要求此項成绩。

## 考试形式
考試在ETS于全球各地專設的考場中進行。目前普通大多是在電腦上答題，少数地方由於技術條件，使用紙筆進行。專科GRE使用纸筆考試。香港、台灣、韓國和中國大陆的普通考試則為分卷進行，第一部份為寫作，於電腦上應考。第二部份的詞彙和定量推理，用紙筆考試，在每年六月和十月舉行兩次，於第一部份完成後自動登記。

## 普通考试
考测英文词汇推理、定量推理、批判性思考和分析写作的能力。机考考试包涵六部分。第一部分总会是分析性写作，包括观点题（issue task）和回应题（argument task）。剩下的五部分包括两个词汇（Verbal section）部分、两个计量（Quantitative section）部分，一个实验（Experimental section）或研究（Research）部分。这五部分可能以任意顺序出现。与之前的版本不同，新考试允许考生在章节内任意跳转选答问题。整个考试约为3小时45分钟。每部分完成后都有1分钟的休息时间，在第三部分完成后有10分钟的休息时间。无法进行机考的地区提供会有笔试考试提供，包括六个部分。分析性写作被分为两部分，依然是观点题和回应题。剩下的四部分包括两个词汇题和两个数量题，以不同的顺序出现。笔试没有实验题。以往有分析（Analytical section）部分，包括分析推理題和邏輯推理題，2002年10月被取消，由分析性寫作取代。2023年9月，GRE普通考試縮短，取消實驗部分和回應題，時間減至1小時58分。
在中國（包括香港和台灣）和韓國，2003—2011年曾經實施分開考試（split-test），分析性寫作在機上考，詞彙和計量部分以紙筆進行，每年兩場。考生須先考分析性寫作，完成後註冊下一場紙筆考試。

### 分析性寫作
分析性寫作（英語：Analytical Writing）分兩部份，第一部份為觀點題（issue），提供一題作答，滿分為6分，內容通常是對於社會、科學、歷史、哲學、政治等方面的觀點進行評論；第二部份為回應題（argument），一題必答，滿分為6分，內容通常是對給定情景中推理的駁斥。寫作部分總分為兩部分分數的平均值；每一部分分數間差異的最小單位為0.5分。本部份必須在電腦上作答，电脑只提供基本功能，不包含拼写检查和更高级的功能。若文章被判為雷同，ETS將取消考生考試成績。答卷由至少两名评判员来进行评定计分。兩種寫作的題庫固定，並可以在ETS的官方網站上查詢。

#### 觀點題
觀點題（Issue task）中，考生寫文章分析一個議題，給出理由和例子支持自己的論點，应在30分钟内完成作答。题目来自ETS的公開题库。2011年改革之前，考生有45分鐘作答，並可以從2個議題選1個；
2011改革後，時間縮短至30分鐘，並且只給考生1個議題。

#### 回應題
回應題（Argument task）中，題目給出一段論說文字和一個指示，考生按照指示撰文分析這段文字的論證。考生应思辨论点的逻辑，并指出如何改进论点的論證。考生应指出思辨的瑕疵，而不是給出个人的主观意见。该部分时长为30分钟。题目选自ETS公開题库。2011年改革之前，考生要分析所給出的一段文字在論證上的錯誤，有30分鐘作答；2011年改革後，題目的指示更為多樣，時間不變。2023年9月，這題被取消。

### 詞彙部分
机考词汇部分考查阅读理解、批判性推理、词汇运用。词汇部分计分为130-170，增量为1分（旧版的计分为200-800，增量为10分）。在典型的考试中，考题有20道，应在30分钟内完成。词汇部分包括6道文章填空（Text completion），4道句子对等(Sentence equivalence)，10道閱讀理解(critical reading questions)。2011年8月推出的新版降低了对词汇死记硬背的要求，取消了反義題、類比題。文章填空题替代了句子完型（sentence completions），新阅读题则允许多重选项。

#### 類比題和反義題
原版題型中有類比題和反義題。類比題（Analogies）給出一對單詞或短語，以及五對單詞或短語作備選項，要從中選出一個，其所表達的關係，最接近於題幹所給單詞或短語之間的關係。反義題（Antonyms）給出一個單詞，及五個備選單詞或短語，要從中選出一個，其意義與題幹的單詞意義最近乎相反，有時需要考慮單詞意義的細微差別。雖然閱讀和句子填空題也有艱深詞語，不過由於類比和反義題的單詞是孤立出現，沒有上下文輔助，因此對詞彙能力要求甚高，考生需熟記大量艱深詞彙應付。在GRE改革後類比和反義題被取消，詞彙在文章和句子中考察。以下例子取自原版GRE General Test的官方練習題：
- 類比題：

SEDATIVE : DROWSINESS ::
(A) epidemic : contagiousness
(B) vaccine : virus
(C) laxative : drug
(D) anesthetic : numbness
(E) therapy : psychosis
- 反義題：

LOQUACIOUS:
(A) tranquil
(B) skeptical
(C) morose
(D) taciturn
(E) witty

### 計量部分
机考计量部分考查高級中學基本數學和統計學知识和推理技能。計量部分分值为130-170，增量为1分（旧版分值为200-800，增量为10分）。在一般的考试中，計量部分由20题组成，应在35分钟内完成，包括8道數量大小比較，9道解答题，3道数据資料分析。新版包括了填空与选择题。從2011年開始的修訂版GRE，考生可以使用屏幕上計算器（此前考生不得使用計算器）。
- 算術：
  - 整數、整除規則、整數分解、質數、餘數、奇偶性
  - 冪、方根
  - 估計、百分比、比、率、絕對值、數線、小數、序列
- 代數：
  - 運算
  - 因式分解、表達式
  - 函數、方程、不等
  - 方程求解、一次方程、一元二次方程
  - 線性方程組
  - 解析幾何、函數圖形、根、截距、斜率
- 幾何學：
  - 平行、垂直
  - 圓
  - 三角形、等腰三角形、正三角形、特殊直角三角形
  - 四邊形、多邊形
  - 全等、相似
  - 多面體
  - 面積、周長、體積
  - 畢氏定理
  - 角、度
- 數據分析：
  - 統計學、平均數、中位數、眾數、全距、標準差、四分位距、四分位數、百分位數
  - 折線圖、條形圖、圓形圖、箱形圖、散點圖、頻率
  - 機率、獨立
  - 條件概率
  - 隨機變數、概率分佈、正態分佈
  - 組合、排列、溫氏圖

### 实验部分
实验部分可能是词汇题，也可能是计量、分析性写作题，是ETS为未来准备的新题。虽然实验题不会计入考生总分，但是它与其它部分形式相仿，无法分辨。因此，考生们最好每题都做。有时，可分辨的研究题会在考试末尾出现，代替实验部分。GRE笔试没有试验部分。2023年9月GRE縮短考試時間，將這部分取消。

## 得分
GRE考试的满分由Verbal部分的170分。考生在笔试的时候，可以选择是否对此次考试进行成绩评定。考生在多选题上可以不答一道或多道问题，但依然可以得到满分170。同样，如果一道题也没有答出，那么130分将成为最低成绩。ETS推出了ScoreSelect服务，考生可以使用此服务来向申请的学校寄送考生指定的某次考试的成绩。
自2011年8月1日至2014年4月30日间的所有GRE文字推理的平均成绩为150.54分，标准差为8.44；数字推理的平均分为152.14，标准差为8.83；分析性写作的平均分为3.56，标准差为0.86。

### 成绩表

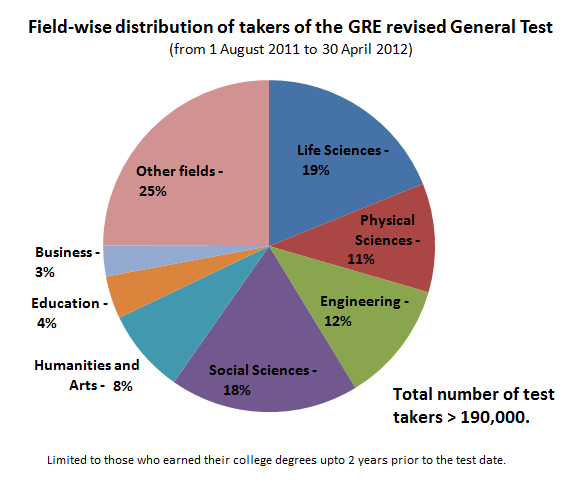
新版GRE General考试应试者的专业分布

如下是新版GRE General考试与旧版的成绩对比。新版的中位数与标准差尚未得出：
| 新版成绩 | 文字推理百分比 | 旧版文字推理得分 | 数字推理百分比 | 旧版数字推理得分 |
| -------- | -------------- | ---------------- | -------------- | ---------------- |
| 170      | 99             | 760–800          | 98             | 800              |
| 169      | 99             | 740–750          | 97             | 800              |
| 168      | 98             | 720–730          | 95             | 800              |
| 167      | 97             | 710              | 94             | 800              |
| 166      | 96             | 700              | 92             | 800              |
| 165      | 95             | 680–690          | 90             | 790              |
| 164      | 93             | 660–670          | 88             | 790              |
| 163      | 92             | 650              | 86             | 780              |
| 162      | 89             | 630–640          | 83             | 770              |
| 161      | 87             | 620              | 80             | 770              |
| 160      | 84             | 600–610          | 78             | 760              |
| 159      | 81             | 590              | 74             | 750              |
| 158      | 78             | 570–580          | 71             | 740              |
| 157      | 74             | 560              | 68             | 730              |
| 156      | 71             | 540–550          | 64             | 720              |
| 155      | 67             | 530              | 60             | 700–710          |
| 154      | 63             | 510–520          | 56             | 690              |
| 153      | 59             | 500              | 52             | 680              |
| 152      | 54             | 480–490          | 48             | 660–670          |
| 151      | 50             | 460–470          | 44             | 640–650          |
| 150      | 45             | 450              | 40             | 630              |
| 149      | 41             | 430–440          | 37             | 610–620          |
| 148      | 36             | 420              | 32             | 590–600          |
| 147      | 33             | 410              | 28             | 570–580          |
| 146      | 29             | 390–400          | 25             | 550–560          |
| 145      | 25             | 380              | 21             | 530–540          |
| 144      | 22             | 370              | 18             | 500–520          |
| 143      | 18             | 350–360          | 15             | 480–490          |
| 142      | 16             | 340              | 12             | 460–470          |
| 141      | 13             | 330              | 10             | 430–450          |
| 140      | 10             | 320              | 8              | 400–420          |
| 139      | 8              | 310              | 6              | 380–390          |
| 138      | 7              | 300              | 4              | 350–370          |
| 137      | 5              | 290              | 3              | 330–340          |
| 136      | 3              | 280              | 2              | 300–320          |
| 135      | 2              | 280              | 1              | 280–290          |
| 134      | 2              | 270              | 1              | 260–270          |
| 133      | 1              | 260              | 1              | 240–250          |
| 132      | 1              | 250              | <1             | 220–230          |
| 131      | 1              | 240              | <1             | 200–210          |
| 130      | <1             | 200–230          | <1             | 200              |

| 分析性写作 | %以下 |
| ---------- | ----- |
| 6          | 99    |
| 5.5        | 98    |
| 5          | 93    |
| 4.5        | 80    |
| 4          | 56    |
| 3.5        | 42    |
| 3          | 17    |
| 2.5        | 7     |
| 2          | 2     |
| 1.5        | 1     |
| 1          | <1    |
| 0.5        | <1    |

就“研究生预期专业”对比“被限制在考试前两年内获取学位”为对象。ETS没有为“非传统”学生，即离校超过两年者留存统计数据。然而，1996年“RR-99-16”报告显示22%的考生年纪超过了30岁。

## 专项考试
目前有3门专项GRE考试（GRE Subject Test，考测与专业有关的知识和基本能力）：
1. 数学（調整計分版）
2. 物理
3. 心理学

考試形式為70到200道單項選擇題，於170分鐘內完成，紙筆考試。自2023年9月起，改為電腦形式考試，物理和心理學考試時間縮短至2小時，數學的考試時間維持在170分鐘。
在紙筆形式的專項考試中，考生只准攜帶HB或2B鉛筆及橡皮擦進入試場，不得攜帶紙張、鉛芯筆或圓珠筆等，印上確認電郵的紙除外（不得用作草紙）。考生在專項測試不得使用計算器。電腦形式的專項考試，也不會提供屏幕上計算器。
ETS也曾提供經濟、教育修訂卷、工程學、地質學、歷史、音樂、政治科學修訂卷、社會學、计算机科学、生物学、英语文学、「生物化学、细胞生物学和分子生物学」、化學、地理、法語、德語、西班牙語、哲學考試。1998年4月停考教育修訂卷和政治科學修訂卷考試 ，2000年4月停考歷史和社會學考試，2001年4月停考經濟、工程學、地質學和音樂考試，2013年4月停考计算机科学考試，2016年12月停考「生物化学、细胞生物学和分子生物学」考试，2021年5月停考生物及英语文学考试，2023年5月停考化學考試。
| 專項                             | 題數                       | 題數     | 參考          |
| 專項                             | 紙筆考試                   | 電腦考試 | 參考          |
| -------------------------------- | -------------------------- | -------- | ------------- |
| 數學                             | 66                         | 66       | [ 42 ] [ 43 ] |
| 物理                             | 100                        | 70       | [ 42 ] [ 43 ] |
| 心理學                           | 205                        | 144      | [ 42 ] [ 43 ] |
| 化學                             | 130                        | —        | [ 42 ]        |
| 生物學                           | 188                        | —        | [ 44 ]        |
| 英語文學                         | 230                        | —        | [ 45 ]        |
| 生物化學、細胞生物學和分子生物學 | 170                        | —        | [ 46 ]        |
| 計算機科學                       | 70                         | —        | [ 47 ]        |
| 經濟學                           | 130                        | —        | [ 48 ]        |
| 工程學                           | 140                        | —        | [ 48 ]        |
| 地質學                           | 185                        | —        | [ 48 ]        |
| 音樂                             | 111道選擇題 23道自由回應題 | —        | [ 48 ]        |
| 歷史                             | 195                        | —        | [ 37 ]        |
| 社會學                           | 190                        | —        | [ 37 ]        |
| 教育學修訂卷                     | 200                        | —        | [ 49 ]        |
| 政治科學修訂卷                   | 170                        | —        | [ 49 ]        |

## 录取
英语国家（特别是美国）要求作为录取的一项指标。标准考试用来测试所有学生的基本学术能力，不计专业背景。考试应该可以衡量本科生在教育过程中个人所习得的词汇和计量的抽象性思维。
与其它标准化升学考试不同(如SAT，LSAT或MCAT)，对GRE成绩的参考因院校的不同、专业的不同而不同。文科专业可能会更加重视词汇成绩，而数理专业可能会更加注重计量成绩。然而，由于绝大多数申请数学、科学、工程的考生计量成绩都不错，词汇成绩因此也变得重要。研究生院录取由几个不同的要求组成。院校要求推荐信、自荐简历、分数、成绩等等。一些院校使用作为录取的参考标准，而不是奖学金發放标准。另一些院校使用GRE作为奖学金、助学金發放标准，而不是录取标准。有时，可能是院校规定的录取标准，而具体的学部则根本不在乎成绩。院校一般会提供成绩的参考标准以及往年录取的平均成绩。最好的方式是与负责招生的当事主管直接联系（不是研究院作为整体）。加州大学伯克利分校投票放弃对2022年秋季入学（大部分院系）的GRE要求。

## 与
（研究生管理专业入学考试）是机考标准化测验，考察申请商学院学生的数学和英语水平。商学院常常使用作为考试的检测标准。自2009年起，许多商学院也开始接受成绩。政策逐年而变，然而在2012-2013年间，所有商学院开始同等对待两门考试成绩。使用GMAT成绩、或GRE成绩都可以进行MBA的申请。商学院其它（非MBA项目）硕士、博士科目也接受GRE成绩。目前，主要问题在于政策如何界定或成绩的最早期限。一般来说，成绩不能早于5年（例如，沃顿商学院，麻省理工斯隆管理學院，哥伦比亚商学院）。

## 备考
备考的资料很多。自己准备了名叫的软件，包括两份练习真题，以及更多的习题和资料。由于软件模拟了真实考试情形，它可以相对准确地预测分数。没有将真题授权给任何一家公司，成为真题的唯一官方资源。曾经出版过包涵真题的""；然而它已经不再出版。另一些公司提供培训课程、以及非官方的参考资料。一些学生通过参加培训班来准备考试。没有参加培训班的学生常常通过大学教科书、备考资料、习题和免费的网络资源来进行备考。

## 考试地点
大学、有足够技术资质的考试中心可以执行考试。在美国主要城市、或是在大型院校就读的学生可以在附近找到考试中心。居住在偏远地区的考生需要漫长跋涉到城市或大学所在地以便找到可以提供考试的地点。许多工业化的国家也拥有考试中心，但是有时考生需要出境参加考试。

## 效用
在分析效用时，研究发现成绩与研究生的相互关系为.30 到 .45。GRE成绩与完成研究生教育的相互关系为.11（旧版分析部分）到 .39（GRE subject考试）。GRE成绩与对教授的评价呈.35 到 .50不等。

## 批评

### 偏差
批评家们认为机考方式会打击一些考生的积极性，因为考题难度会随着成绩的变化而变化。（参见：新版机考GRE是如何运作的？点击Frequently Asked Questions About the GRE® revised General Test （页面存档备份，存于））。例如，如果考生在考试中途遇到一篇出奇简单的问题，那么他们可能会认为自己的成绩不理想，导致后续发挥受到干扰，即使考题难度是主观选择的结果。对比标准化测试方法，考试一开始就出难题也可能会打击考生的积极性。
批评家们称机考使得考试前几道题的压力变得更大；出于压力或迷惑、有的考生在考试最初的答题情况较之后续成绩来说并不如意，这对他们来说这是一种不公平。从另一种情况来讲，标准化固定模式对于耐力不足的考生不公平，因为他们需要两倍的时间才能在机考中发挥能力。
GRE考试也受到种族歧视的批评。1998年，Journal of Blacks in Higher Education 注意到1996年，黑人考生的平均成绩为词汇389分、计量409分、分析423分，而白人考生的对应分数为496、538、564分。2004年度美国考试主任座谈会（The National Association of Test Directors Symposia）则称除非母群体能力相同，否则单凭中位数的差异不能说明问题。一种更加有效、可被接受的经验方式是分析不同的考试功能，即应用项目反应理论考察子群体的差异；目前最佳的方式是DFIT构架。

### 研究院成绩预测性能差
常常因为无法很好预测学生在研究院阶段的成绩而受到批评。现代智能考试批评家羅伯特·史坦伯格(现在奧克拉荷馬州立大學静水校区；本研究则在耶鲁大学进行)，发现考试对研究生心理学成绩预测不准。相關性最强的是如今被废弃的分析试题部分。
ETS公布了一份报告("What is the Value of the GRE?")，包含了GRE在研究生学习阶段的预测值。早期研究的问题出在统计值域的局限。相关系数对于样本值域很敏感。具体来讲，如果只分析成功升学学生的成绩的话(in Sternberg & Williams and other research)，那么相关是吻合的。ETS对GRE成绩与研一及整体GPA的对比效用系数为.30 到 .45。
卡普兰和萨苏佐（Saccuzzo）称成绩预测最准的范围是研究生的第一年级。然而，它的系数只限于青春期晚期到二十岁出头。"如果考试成绩的相关系数达到.4 的水平，那么它将有16%的可变性，这意味着84%是无法知晓、或是误差。” (p. 303)。
研究生院可能过于重视标准化考试，忽视其它影响学生在校成绩的因素，例如之前的研究经验、成绩、或是工作经验。当研究生院考虑这些因素时，他们往往拒绝接受录取分数线以下的申请人，这个分数线的平均值为314,（约合旧版的1301分）。卡普兰和萨苏佐都称"既不测量临床技能、也不衡量解决现实问题的能力。" (p. 303)。

## 事件

### 改革
最早的只测试词汇和计量。在2002年10月前，将分析部分拆分开来，测试考生的逻辑和分析推理能力。这部分目前被分析性写作代替。
2006年，宣布对考试形式进行重要更新的计划。计划包括延长考试时间，机考形式、新的计分表、着重计量和定性的推理及批判性思维。2007年4月2日，宣布取消修改的计划。该项通知称考虑到提供新考试的可行性与公平等执行问题等方面，并由此作出了取消的决定。ETS又称他们计划“在未来对许多考试进行改进”，但没有任何细节被公布。
2007年11月1日，的修整开始，开始在考试中出新题。新题主要是計量部分的填空，要求考生直接填写答案，而不是从众多选项中作出选择。计划在计量部分新出两种新题，其余的主要部分保持原样。2008年1月，词汇部分的阅读理解被修改，文章段落的“行数会被文字增亮来代替，以帮助考生抓住具体信息”，“找到文章要点。”
2009年12月，宣布在2011年对进行重大改革。改革包括新的成绩130-170计分段，废除类比、反义题等题型，添加在线计算器，废除题对题的校正形式，选取题段对题段的校正。2010年7月，ETS宣布将在2011年8月开始对考试进行改革。原有的笔试内容全部改为机考，其中計量的难度将会提高。新版 考试于2011年8月1日起取代旧版考试。新版据说设计更合理，给考生带来更好的感受。新版考题应该能更加准确地测试出学生在研究院或商学院学习时所需要的技能。自2012年7月起，GRE宣布用户可以自定义成绩，即成绩选择。

### 2010年發生在中華人民共和國的重考事件
由于在2010年10月23日的考试中的工作疏漏，在中華人民共和國进行的纸试考试使用了2005年相同的试题，因此决定取消此次考试的成绩。考生可以选择于同年11月20日或者2011年6月参加考试。

### 漏洞与弊案
1994年5月，卡普兰公司在纽约议会听证会上警告，称机考上的一少部分题库可能会产生漏洞、导致作弊。责成的调查员则称题库使用了多重备份，考试是安全的。事后，这个声明被发现是错误的。
1994年12月，就成绩报告中的回收习题，卡普兰公司前项目主任、现的约瑟·费雷拉（Jose Ferreira）带领了由22人组成的团队，分别在美国9个城市里参加考试。卡普兰公司向ETS出示了150道题，反映了70-80%的GRE考题。根据先前发布的新闻，表面上对斯坦利··卡普兰公司为安全所作出的努力表示感谢。但是12月31日，起诉卡普兰，指责对方触犯了联邦电子通信隐私法案、版权、违约、舞弊、在考试当天与考生秘密签约。1995年1月2日，双方达成了庭外和解。
1994年，机考GRE成绩算法被查出漏洞。ETS认为约瑟·费雷拉带领卡普兰公司员工对GRE成绩算法进行逆向工程。研究人员发现考试前几道题对最终成绩的影响过大。为了保护考试的严密性，ETS随后修正了问题，使用了更为复杂的成绩算法。